# Сегеневщина (Брестская область)
Сегене́вщина (бел. Сегянеўшчына) — деревня в Брестском районе Брестской области Белоруссии. Входит в состав Лыщицкого сельсовета. Население — 20 человек (2019).

## География
Деревня Сегеневщина расположена в 28 км к северо-западу от центра города Брест, в 10 км к юго-востоку от города Высокое и в 10 км к северо-востоку от границы с Польшей. Деревня находится на границе с Каменецким районом. Местность принадлежит бассейну Вислы, рядом с деревней протекает небольшая река Лютая, приток Лесной. Через деревню проходит шоссе Р16 (Брест-Высокое), ещё одна местная дорога ведёт в деревню Яцковичи. В километре от деревни находится ж/д платформа Люта (линия Белосток — Брест).

## История
Согласно письменным источникам поселение известно с 1659 как шляхетское имение в Берестейском воеводстве Великого княжества Литовского. Принадлежало роду Гонсевских (Госевских).
После третьего раздела Речи Посполитой (1795) в составе Российской империи, с 1801 года — в Гродненской губернии.
В XIX веке — собственность Гажичей, которые выстроили в Сегеневщине усадьбу.
В 1905 году — деревня Лыщицкой волости Брестского уезда.
В Первую мировую войну с 1915 года деревня оккупирована германскими войсками. Согласно Рижскому мирному договору (1921) вошла в состав межвоенной Польши, где принадлежала гмине Лыщицы Брестского повета Полесского воеводства. В 1921 году — 16 дворов. С 1939 года в составе БССР. В 1940 году — 24 двора.
От усадьбы Гажичей XIX века сохранилась лишь хозпостройка